# Lepidophloios

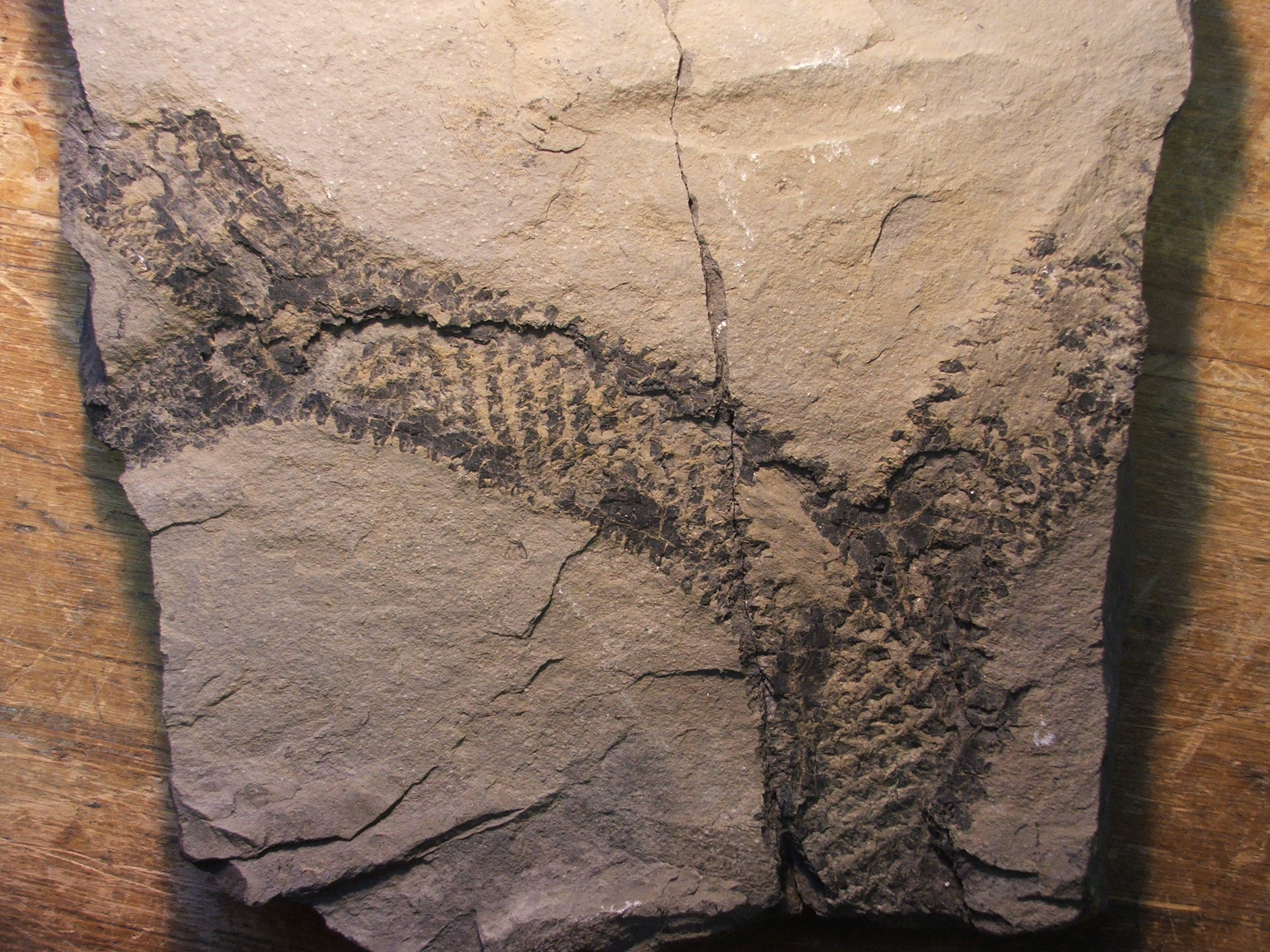
Ramificaciones con cicatrices de Lepidophloios.

Lepidophloios Sternb., 1825 es un género de Lycophyta de porte arbóreo conocido a partir de sus restos fósiles del periodo Carbonífero entre hace 359 y 318 millones de años. Esta planta se desarrollaba en zonas pantanosas o cercanas al agua, formaba extensos bosques junto a otros representantes de la familia Lepidodendraceae. 
Como el resto de representantes del orden Lepidodendrales, Lepidophloios estaba caracterizado por poseer un ancho y alto tronco con ramificaciones dicótomomas tanto en su zona apical como en la basal. Las ramificaciones apicales forman una copa amplia y en ella se encuentran los micrófilos y las estructuras reproductivas. En la zona basal las ramificaciones dictótomas forman un potente sistema de raíces con estructuras similares a hojas. Tanto en las raíces, como en el tallo y las ramificaciones aparecen gran cantidad de cicatrices dejadas tras la abscisión de las hojas.

## Morfología
Según indican los restos fósiles conocidos este género se desarrolla en zonas pantanosas sobre suelo de turba aunque tolera sustratos parcialmente inundados, permaneciendo en nichos ecológicos diferentes a los de su pariente Lepidodendron. Como otros lepidodendrales Lepidophloios alcanza porte arbóreo con un tronco o fuste principal de entre 10 y 20 metros de altura coronado por una copa de ramificaciones dicótomas más esbeltas que las de Lepidodendron. Este vegetal tiene crecimiento determinado, esto es que alcanza unas dimensiones máximas preestablecidas, y reproducción monocárpica de modo que una vez alcanzada cierta edad forma estructuras reproductivas y luego muere.
Las zonas más jóvenes de las ramificacioes están ocupadas por micrófilos aciculares a lanceolados poseedores de una única vena central. Estos micrófilos eran decíduos, esto es que se perdían con el tiempo, y estaban unidos a la superficie de los troncos mediante una vaina formada por una prolongación de la corteza. Tras la abscisión de las hojas la vaina basal quedaba parcialmente unida a la corteza de los troncos y las ramificaciones dejando unas características cicatrices. Estas cicatrices son similares a las que presenta Lepidodendron aunque su componente lateral se halla más desarrollada, aparecen imbricadas y mantienen parte de la estructura foliar en su zona superior. Como este género Lepidophloios muestra en sus cicatrices el cilindro vascular de las trazas foliares.
En el extremo de algunas ramificaciones o en la superficie de las ramas laterales, según la especie, Lepidophloios forma sus estructuras reproductivas, los esporofilos, agrupados en conos o estróbilos de tamaño variable. Los esporofilos están formados por un pedicelo y bráctea terminal y en su interior se encuentra un único esporangio con un corto eje. Cada planta forma conos masculinos y femeninos separados en un mismo pie sin que se conozca su distribución exacta.  Los conos femeninos producen una única megaspora protegida por la pared externa del esporangio y su tejido intertegumental. La megaspora, una vez desprendida del esporangio es fecundada en el agua por las microsporas masculinas para ser luego dispersadas por el entorno.
El sistema radicular de este vegetal, conocido como Stigmaria, está formado por una serie de ramificaciones dicótomas del tallo que se extienden horizontalmente en el sustrato. Las dos primeras dicotomizaciones son muy cercanas de modo que la estructura general presenta cuatro raíces principales. En las raíces más jóvenes, o rizomorfos, aparecen estructuras similares a las hojas que se pierden con el tiempo dejando cicatrices en las zonas más viejas y en la base del fuste.

## Taxonomía
Las especies conocidas en la actualidad pertenecientes al género Lepidophloios han sido descritas atendiendo a fragmentos de tronco y ramificaciones con cicatrices foliares. Por una parte la morfología, tamaño y distribución de estas cicatrices son las que permiten diferenciar unas especies de otras aunque en muchos casos una misma especie podía tener varios tipos de marcas en diferentes zonas de su talo, las cicatrices de la zona basal del tronco son significativamente mayores que las de las ramificaciones, y muchas de esas marcas son casi indiferenciables de las presentes en Lepidodendron. Por otra parte diversas regiones y órganos del vegetal han sido descritas de forma independiente al no encontrarse relacionadas con partes indudablemente pertenecientes al género. Así las impresiones de corteza con cicatrices deformadas o degradadas se han denominado Ulodendron, Halonia o Aspidiaria, los estróbilos Lepidostrobus, Lepidocarpon y Achlamydocarpon, las bases de los troncos con el sistema radicular Stigmaria y los troncos sin corteza Knorria.